# Dry Cleaning (banda)
Dry Cleaning é uma banda pós-punk inglesa que se formou no sul de Londres em 2018. A banda é composta pela vocalista Florence Shaw, o guitarrista Tom Dowse, o baixista Lewis Maynard e o baterista Nick Buxton. Eles são conhecidos pelo uso letras recitadas em vez de vocais cantados, bem como por suas letras não convencionais. Seu estilo musical foi comparado ao Wire, Magazine e Joy Division. Eles foram descritos como "Annette Peacock liderando o The Fall ou PiL ou Siouxsie and the Banshees". Seu álbum de estreia New Long Leg foi lançado em 2021.

## História

### Formação
O guitarrista Tom Dowse conheceu a vocalista Florence Shaw por volta de 2010 no Royal College of Art, onde ambos eram estudantes e rapidamente se tornaram amigos. Dowse descreveu Shaw como “[...] ferozmente inteligente, muito emocionalmente sofisticada”. Adicionando “Conhecê-la foi como encontrar uma alma gêmea”.
Dowse era um músico experiente na época e havia tocado em várias bandas. Depois de terminar a escola, ele teve problemas para encontrar emprego, mas em 2017 ele voltou a entrar em contato com Shaw e pediu para ela conferir algumas demos que ele havia gravado com amigos em comum, Lewis Maynard e Nick Buxton. Dowse queria que Shaw fosse a vocal feminina da banda, mas ela recusou a princípio, dizendo: “Eu fiquei imediatamente tipo, 'De jeito nenhum. Não consigo imaginar algo assim. Eu preciso de menos agora.' Foi um não firme".
Dowse estava determinado a colocar Shaw na banda depois de ouvir sua voz nas demos. O resto dos membros da banda a convidou para um de seus ensaios. O baterista Nick Buxton disse a Shaw que ela poderia apenas falar em vez de cantar e deu a ela uma playlist que incluía Private Life de Grace Jones e outras faixas semelhantes. Ela finalmente aceitou e entrou no ensaio, segundo ela, "levando meus desenhos antigos, coisas que escrevi no meu telefone, diários, coisas que vi em anúncios e achei engraçadas” e leu em voz alta enquanto os outros três tocavam seus instrumentos. Ela relembra esse momento “como quando você vê aqueles filmes bregas sobre bandas, eles estão escrevendo o hit e há um momento mágico.

### Magic of Meghan e álbum de estreia
A banda lançou seu primeiro single, "Magic of Meghan" em 2019. Florence Shaw escreveu a música depois de terminar um relacionamento e se mudar do apartamento de seu ex-parceiro no mesmo dia em que Meghan Markle e o príncipe Harry anunciaram que estavam noivos. No mesmo ano a banda lançou dois EPs: Sweet Princess em agosto e Boundary Road Snacks and Drinks em outubro. A banda foi incluída como parte do NME 100 de 2020, bem como no Class of 2020 da revista DIY.
A banda assinou com a 4AD no final de 2020 e lançou um novo single, "Scratchcard Lanyard". Em fevereiro de 2021, a banda compartilhou detalhes de seu primeiro álbum de estúdio, New Long Leg. Eles também lançaram o single "Strong Feelings". O álbum, que foi produzido por John Parish, foi lançado em 2 de abril de 2021.

## Membros
- Florence Shaw - vocal
- Lewis Maynard - baixo
- Tom Dowse - guitarra
- Nick Buxton - bateria

## Discografia
Álbuns de estúdio
- New Long Leg (2021)

EPs
- Sweet Princess (2019)[12]
- Boundary Road Snacks and Drinks (2019)[13]